# Arne Engels
Arne Engels (Opwijk, Bélgica, 8 de septiembre de 2003) es un futbolista belga que juega de centrocampista en el Celtic F. C. de la Scottish Premiership.

## Trayectoria
Comenzó su carrera en la cantera del Club Brujas. El 22 de agosto de 2020 debutó con el equipo reserva del Brujas, el Club NXT en la Segunda División de Bélgica contra el RWDM47. Fue titular y el NXT perdió 0-2.
El 3 de enero de 2023 firmó un contrato de cuatro años y medio con el F. C. Augsburgo de la Bundesliga.

## Selección nacional
El 6 de septiembre de 2024 hizo su debut con la selección de Bélgica en un encuentro de la Liga de Naciones de la UEFA 2024-25 frente a Israel que ganaron por tres a uno.

## Estadísticas

### Clubes
Actualizado al último partido disputado el 24 de mayo de 2025.
| Club                       | Div.          | Temporada     | Liga  | Liga  | Liga   | Copas nacionales | Copas nacionales | Copas nacionales | Copas internacionales | Copas internacionales | Copas internacionales | Total | Total | Total  |
| Club                       | Div.          | Temporada     | Part. | Goles | Asist. | Part.            | Goles            | Asist.           | Part.                 | Goles                 | Asist.                | Part. | Goles | Asist. |
| -------------------------- | ------------- | ------------- | ----- | ----- | ------ | ---------------- | ---------------- | ---------------- | --------------------- | --------------------- | --------------------- | ----- | ----- | ------ |
| Club NXT · Bélgica         | 2.ª           | 2020-21       | 20    | 1     | 1      | —                | —                | —                | —                     | —                     | —                     | 20    | 1     | 1      |
| Club NXT · Bélgica         | 2.ª           | 2022-23       | 15    | 2     | 6      | —                | —                | —                | —                     | —                     | —                     | 15    | 2     | 6      |
| Club NXT · Bélgica         | Total club    | Total club    | 35    | 3     | 7      | 0                | 0                | 0                | 0                     | 0                     | 0                     | 35    | 3     | 7      |
| F. C. Augsburgo · Alemania | 1.ª           | 2022-23       | 18    | 0     | 3      | 0                | 0                | 0                | —                     | —                     | —                     | 18    | 0     | 3      |
| F. C. Augsburgo · Alemania | 1.ª           | 2023-24       | 32    | 3     | 2      | 1                | 0                | 0                | —                     | —                     | —                     | 33    | 3     | 2      |
| F. C. Augsburgo · Alemania | 1.ª           | 2024-25       | 1     | 0     | 0      | 1                | 0                | 0                | —                     | —                     | —                     | 2     | 0     | 0      |
| F. C. Augsburgo · Alemania | Total club    | Total club    | 51    | 3     | 5      | 1                | 0                | 0                | 0                     | 0                     | 0                     | 52    | 3     | 5      |
| Celtic F. C. Escocia       | 1.ª           | 2024-25       | 34    | 9     | 6      | 8                | 0                | 4                | 10                    | 1                     | 3                     | 52    | 10    | 13     |
| Celtic F. C. Escocia       | 1.ª           | 2025-26       | 0     | 0     | 0      | 0                | 0                | 0                | 0                     | 0                     | 0                     | 0     | 0     | 0      |
| Celtic F. C. Escocia       | Total club    | Total club    | 34    | 7     | 6      | 8                | 0                | 4                | 10                    | 1                     | 3                     | 52    | 10    | 13     |
| Total carrera              | Total carrera | Total carrera | 120   | 15    | 18     | 10               | 0                | 4                | 10                    | 1                     | 3                     | 140   | 16    | 25     |

## Palmarés

### Títulos nacionales
| Título                     | Club         | País    | Año     |
| -------------------------- | ------------ | ------- | ------- |
| Copa de la Liga de Escocia | Celtic F. C. | Escocia | 2024-25 |
| Scottish Premiership       | Celtic F. C. | Escocia | 2024-25 |